# Stephanoaetus
Stephanoaetus és un gènere d'ocells rapinyaires de la subfamília dels aquilins (Aquilinae) dins la família dels accipítrids (Accipitridae). Només conté una espècie viva en l'actualitat, pròpia dels boscos de l'Àfrica subsahariana, i una altra extinta al voltant de l'any 1500, pròpia de Madagascar:
- Àguila coronada (Stephanoaetus coronatus).
- Àguila coronada de Madagascar (Stephanoaetus mahery) †.